# Francisco Arturo Bort Ramón
Francisco Arturo Bort Ramón (Catarroja, Valencia, 1963) is een hedendaags Spaans componist en saxofonist.

## Levensloop
Op 8-jarige kreeg hij muziekles op de Escuela de Música de la Banda "La Artesana" de Catarroja" bij Salvador Chuliá Hernández. Daarna ging hij studeren aan het Conservatorio Superior de Música de Valencia. Hij heeft afgestudeerd in 1986 met uitstekende diploma's voor saxofoon en harmonie. Aan het Conservatorio de Música de Catarroja maakte hij ook het diploma voor piano.
Sinds 1987 speelt hij als solist in de Banda Municipal de Valencia en is daar ook professor voor tenorsaxofoon.
Van 1984 tot 1987 was hij ook professor voor saxofoon aan de Escuela Municipal de Música de Catarroja en verder was hij leraar voor saxofoon aan de muziekscholen van de Bandas in Alfafar en Beniparrell

## Composities

### Werken voor banda (harmonieorkest)
- 1999 Llegendes, symfonisch gedicht
  1. Amanece
  2. Cuando el sol se oculta, se despierta el monstruo
  3. Danza final
- Des de 1903, Obertura
- Divertiment
- Ocurrències, expressions simfòniques
  1. Dubtes
  2. Reflexió
  3. Resolució
- Quatre Dances, suite
- Teresa y Marta, paso-doble

### Kamermuziek
- Alternàncies per a 13 instruments
- Ferling a swing, voor saxofoonkwartet

- Biblioteca Nacional de España: XX1557919
- Library of Congress Control Number: no2013007571
- Virtual International Authority File: 87285174
- WorldCat: E39PBJgd7wc9jhCBdR8WqGqqQq